# Campeonato de Primera B Nacional 2005-06
El Torneo Primera B Nacional 2005-06 fue la vigésima temporada disputada de la categoría de Primera B Nacional, y la novena con esta denominación en el fútbol argentino. El formato fue similar al instaurado en la temporada 2002/03, con la disputa de dos torneos cortos, Apertura y Clausura.
En el torneo se incorporaron Huracán (Tres Arroyos) y Almagro (descendidos de Primera División); Tigre (campeón de la Primera B Metropolitana); Ben Hur (campeón del Torneo Argentino A) y Aldosivi, ganador de la promoción frente a Racing (Cba.).

## Ascensos y descensos
| Torneo          | Descendidos de la Primera B Nacional 2004-05 |
| --------------- | -------------------------------------------- |
| Argentino A     | Racing (C)                                   |
| B Metropolitana | Defensores de Belgrano                       |
| B Metropolitana | Sarmiento (Junín)                            |

| Torneo          | Ascendidos a la B Nacional 2005-06 |
| --------------- | ---------------------------------- |
| Argentino A     | Ben Hur                            |
| Argentino A     | Aldosivi                           |
| B Metropolitana | Tigre                              |

| Pos.      | Ascendidos a la Primera División 2005-06 |
| --------- | ---------------------------------------- |
| Campeón   | Tiro Federal                             |
| Seg. Asc. | Gimnasia y Esgrima (Jujuy)               |

| Prom. | Descendidos de la Primera División 2004-05 |
| ----- | ------------------------------------------ |
| 19.º  | Almagro                                    |
| 20.º  | Huracán (Tres Arroyos)                     |

## Equipos
| Equipo              | Ciudad             | Estadio                                    | Capacidad     |
| ------------------- | ------------------ | ------------------------------------------ | ------------- |
| Aldosivi            | Mar del Plata      | José María Minella                         | 35 354        |
| Almagro             | Buenos Aires       | Tres de Febrero                            | 20 000        |
| Atlético de Rafaela | Rafaela            | Nuevo Monumental                           | 26 660        |
| Belgrano            | Córdoba            | Estadio Gigante de Alberdi                 | 34 000        |
| Ben Hur             | Rafaela            | Estadio Néstor Zenklusen                   | 13 000        |
| Chacarita Juniors   | Villa Maipú        | Chacarita Juniors                          | 20 840        |
| C A I               | Comodoro Rivadavia | Municipal de Comodoro Rivadavia            | 12 000        |
| Defensa y Justicia  | Florencio Varela   | Norberto "Tito" Tomaghello                 | 12 000        |
| El Porvenir         | Gerli              | Enrique De Roberts                         | 14 000        |
| Ferro Carril Oeste  | Buenos Aires       | Arquitecto Ricardo Etcheverri              | 24 268        |
| Godoy Cruz          | Godoy Cruz         | Malvinas Argentinas                        | 40 270        |
| Huracán             | Buenos Aires       | Tomás Adolfo Ducó                          | 48 314        |
| Huracán (TA)        | Tres Arroyos       | Roberto L. Bottino                         | 10 000        |
| Juventud Antoniana  | Salta              | Fray Honorato Pistoia                      | 12 000        |
| Nueva Chicago       | Buenos Aires       | Nueva Chicago                              | 25 000        |
| San Martín (M)      | General San Martín | Libertador General San Martín              | 8 782         |
| San Martín (SJ)     | San Juan           | Ingeniero Hilario Sánchez                  | 19 500        |
| Talleres            | Córdoba            | Boutique de Barrio Jardín Chateau Carreras | 18 000 57 000 |
| Tigre               | Victoria           | José Dellagiovanna                         | 30 000        |
| Unión               | Santa Fe           | 15 de Abril                                | 25 000        |

### Distribución geográfica de los equipos
| Región                                   | Cant. | Equipos                                                             |
| ---------------------------------------- | ----- | ------------------------------------------------------------------- |
| conurbano bonaerense                     | 5     | Almagro, Chacarita Juniors, Defensa y Justicia, El Porvenir y Tigre |
| Santa Fe                                 | 3     | Atlético de Rafaela, Ben Hur y Unión                                |
| Ciudad de Buenos Aires                   | 3     | Ferro Carril Oeste, Huracán y Nueva Chicago                         |
| Interior de la provincia de Buenos Aires | 2     | Aldosivi y Huracán (TA)                                             |
| Córdoba                                  | 2     | Belgrano y Talleres                                                 |
| Mendoza                                  | 2     | Godoy Cruz y San Martín (M)                                         |
| Chubut                                   | 1     | CAI                                                                 |
| Salta                                    | 1     | Juventud Antoniana                                                  |
| San Juan                                 | 1     | San Martín (SJ)                                                     |

## Formato

### Competición
Se disputaron dos torneos llamados Apertura y Clausura. En cada uno de ellos, los 20 equipos se enfrentaron todos contra todos. Ambos se jugaron a una sola rueda. Los partidos disputados en el Torneo Clausura representaron los desquites de los del Torneo Apertura, invirtiendo la localía. Si el ganador de ambas fases fuera el mismo equipo, sería el campeón. En cambio, si los ganadores del Apertura y el Clausura fueran dos equipos distintos disputarían una final a dos partidos para determinarlo.

### Ascenso
Los ganadores del Apertura y el Clausura jugaron una final cuyo ganador se consagró campeón y obtuvo el ascenso a la Primera División. El perdedor de esa final disputó contra el equipo mejor ubicado en la tabla de posiciones general, excluyendo a los que disputaron el primer ascenso, otra final para determinar el segundo ascenso. A su vez, el perdedor de esta final disputó una Promoción ante el equipo ubicado en el 18.º lugar de la tabla de promedios de esa categoría, mientras que los equipos ubicados entre el 3.º y el 6.º lugar de la tabla de posiciones final disputaron un Torneo Reducido cuyo ganador disputó la otra promoción, contra el 17.º de la tabla de promedios de Primera División.

### Descenso
Se decidió mediante una tabla de promedios de puntos obtenidos de las últimas 3 temporadas. Los dos últimos de la tabla descendieron a su categoría de origen: si estaban directamente afiliados a la AFA (Clubes de la ciudad de Buenos Aires y alrededores), a la Primera "B" Metropolitana y si estaban indirectamente afiliados (clubes del interior del país), al Torneo Argentino "A".
También se jugaron dos promociones: el equipo directamente afiliado y el indirectamente afiliado peor ubicados disputaron una Promoción con un equipo de la Primera B Metropolitana y del Torneo Argentino A, respectivamente.

## Torneo Apertura
| Pos  | Equipo              | Pts | PJ | PG | PE | PP | GF | GC | DIF |
| ---- | ------------------- | --- | -- | -- | -- | -- | -- | -- | --- |
| 1.º  | Godoy Cruz          | 40  | 19 | 12 | 4  | 3  | 29 | 14 | 15  |
| 2.º  | Almagro             | 35  | 19 | 10 | 5  | 4  | 28 | 17 | 11  |
| 3.º  | Chacarita           | 34  | 19 | 9  | 7  | 3  | 23 | 9  | 14  |
| 4.º  | Huracán             | 34  | 19 | 10 | 4  | 5  | 26 | 16 | 10  |
| 5.º  | Defensa y Justicia  | 30  | 19 | 7  | 9  | 3  | 19 | 13 | 6   |
| 6.º  | Ferro Carril Oeste  | 29  | 19 | 8  | 5  | 6  | 15 | 15 | 0   |
| 7.º  | Belgrano            | 27  | 19 | 7  | 6  | 6  | 19 | 20 | -1  |
| 8.º  | Tigre               | 24  | 19 | 4  | 12 | 3  | 16 | 13 | 3   |
| 9.º  | Ben Hur             | 24  | 19 | 6  | 6  | 7  | 20 | 19 | 1   |
| 10.º | Unión               | 24  | 19 | 5  | 9  | 5  | 29 | 29 | 0   |
| 11.º | Huracán (TA)        | 23  | 19 | 5  | 8  | 6  | 20 | 24 | -4  |
| 12.º | San Martín (SJ)     | 22  | 19 | 4  | 10 | 5  | 15 | 15 | 0   |
| 13.º | Talleres (C)        | 22  | 19 | 4  | 10 | 5  | 18 | 19 | -1  |
| 14.º | Atlético de Rafaela | 22  | 19 | 5  | 7  | 7  | 19 | 25 | -6  |
| 15.º | CAI                 | 21  | 19 | 4  | 9  | 6  | 20 | 22 | -2  |
| 16.º | Juventud Antoniana  | 21  | 19 | 5  | 6  | 8  | 13 | 16 | -3  |
| 17.º | Nueva Chicago       | 19  | 19 | 2  | 13 | 4  | 23 | 25 | -2  |
| 18.º | Aldosivi            | 19  | 19 | 5  | 4  | 10 | 19 | 29 | -10 |
| 19.º | El Porvenir         | 16  | 19 | 4  | 4  | 11 | 18 | 30 | -12 |
| 20.º | San Martín (M)      | 13  | 19 | 3  | 4  | 12 | 13 | 32 | -19 |

|  |                              |
|  | Ganador del Torneo Apertura. |

## Torneo Clausura
| Pos  | Equipo              | Pts | PJ | PG | PE | PP | GF | GC | DIF |
| ---- | ------------------- | --- | -- | -- | -- | -- | -- | -- | --- |
| 1.º  | Nueva Chicago       | 35  | 19 | 10 | 5  | 4  | 30 | 20 | 10  |
| 2.º  | Belgrano            | 35  | 19 | 11 | 2  | 6  | 29 | 19 | 10  |
| 3.º  | San Martín (SJ)     | 33  | 19 | 9  | 6  | 4  | 23 | 15 | 8   |
| 4.º  | Talleres (C)        | 33  | 19 | 9  | 6  | 4  | 27 | 20 | 7   |
| 5.º  | Atlético de Rafaela | 31  | 19 | 8  | 7  | 4  | 27 | 21 | 6   |
| 6.º  | Tigre               | 31  | 19 | 8  | 7  | 4  | 13 | 13 | 0   |
| 7.º  | San Martín (M)      | 30  | 19 | 9  | 3  | 7  | 27 | 25 | 2   |
| 8.º  | Aldosivi            | 29  | 19 | 9  | 2  | 8  | 20 | 21 | -1  |
| 9.º  | Chacarita           | 26  | 19 | 6  | 8  | 5  | 24 | 18 | 6   |
| 10.º | Juventud Antoniana  | 26  | 19 | 8  | 2  | 9  | 23 | 20 | 3   |
| 11.º | Ben Hur             | 26  | 19 | 6  | 8  | 5  | 17 | 16 | 1   |
| 12.º | El Porvenir         | 24  | 19 | 7  | 3  | 9  | 14 | 23 | -9  |
| 13.º | Godoy Cruz          | 23  | 19 | 5  | 8  | 6  | 20 | 21 | -1  |
| 14.º | CAI                 | 23  | 19 | 6  | 5  | 8  | 19 | 25 | -6  |
| 15.º | Huracán             | 22  | 19 | 6  | 4  | 9  | 27 | 29 | -2  |
| 16.º | Unión               | 22  | 19 | 4  | 10 | 5  | 16 | 19 | -3  |
| 17.º | Defensa y Justicia  | 21  | 19 | 6  | 3  | 10 | 28 | 25 | 3   |
| 18.º | Almagro             | 17  | 19 | 3  | 8  | 8  | 14 | 24 | -10 |
| 19.º | Huracán (TA)        | 16  | 19 | 4  | 4  | 11 | 15 | 26 | -11 |
| 20.º | Ferro Carril Oeste  | 14  | 19 | 3  | 5  | 11 | 15 | 28 | -13 |

|  |                              |
|  | Ganador del Torneo Clausura. |

## Tabla de posiciones final
| Pos  | Equipo              | Pts | PJ | PG | PE | PP | GF | GC | DIF |
| ---- | ------------------- | --- | -- | -- | -- | -- | -- | -- | --- |
| 1.º  | Godoy Cruz          | 63  | 38 | 17 | 12 | 9  | 49 | 35 | 14  |
| 2.º  | Belgrano            | 62  | 38 | 18 | 8  | 12 | 48 | 39 | 9   |
| 3.º  | Chacarita           | 60  | 38 | 15 | 15 | 8  | 47 | 27 | 20  |
| 4.º  | Huracán             | 56  | 38 | 16 | 8  | 14 | 53 | 45 | 8   |
| 5.º  | San Martín (SJ)     | 55  | 38 | 13 | 16 | 9  | 38 | 30 | 8   |
| 6.º  | Talleres (C)        | 55  | 38 | 13 | 16 | 9  | 45 | 39 | 6   |
| 7.º  | Tigre               | 55  | 38 | 12 | 19 | 7  | 29 | 26 | 3   |
| 8.º  | Nueva Chicago       | 54  | 38 | 12 | 18 | 8  | 53 | 45 | 8   |
| 9.º  | Atlético de Rafaela | 53  | 38 | 13 | 14 | 11 | 46 | 46 | 0   |
| 10.º | Almagro             | 52  | 38 | 13 | 13 | 12 | 42 | 41 | 1   |
| 11.º | Defensa y Justicia  | 51  | 38 | 13 | 12 | 13 | 47 | 38 | 9   |
| 12.º | Ben Hur             | 50  | 38 | 12 | 14 | 12 | 37 | 35 | 2   |
| 13.º | Aldosivi            | 48  | 38 | 14 | 6  | 18 | 39 | 50 | -11 |
| 14.º | Juventud Antoniana  | 47  | 38 | 13 | 8  | 17 | 36 | 36 | 0   |
| 15.º | Unión               | 46  | 38 | 9  | 19 | 10 | 45 | 48 | -3  |
| 16.º | CAI                 | 44  | 38 | 10 | 14 | 14 | 39 | 47 | -8  |
| 17.º | Ferro Carril Oeste  | 43  | 38 | 11 | 10 | 17 | 30 | 43 | -13 |
| 18.º | San Martín (M)      | 43  | 38 | 12 | 7  | 19 | 40 | 57 | -17 |
| 19.º | El Porvenir         | 40  | 38 | 11 | 7  | 20 | 32 | 53 | -21 |
| 20.º | Huracán (TA)        | 39  | 38 | 9  | 12 | 17 | 35 | 50 | -15 |

|  |                                                                           |
|  | Finalistas por el ascenso a Primera División.                             |
|  | Clasificado al partido por el segundo ascenso directo.                    |
|  | Clasificados al reducido por un lugar en la promoción a Primera División. |

## Tabla de descenso
| Pos  | Equipo              | 03-04 | 04-05 | 05-06 | Total | PJ  | Promedio |
| ---- | ------------------- | ----- | ----- | ----- | ----- | --- | -------- |
| 1.º  | Belgrano            | 57    | 53    | 62    | 172   | 114 | 1,509    |
| 2.º  | Huracán             | 54    | 61    | 56    | 171   | 114 | 1,500    |
| 3.º  | Godoy Cruz          | 58    | 47    | 63    | 168   | 114 | 0,474    |
| 4.º  | Atlético de Rafaela | -     | 58    | 53    | 111   | 76  | 1,461    |
| 5.º  | Tigre               | -     | -     | 55    | 55    | 38  | 1,447    |
| 6.º  | Almagro             | 58    | -     | 52    | 110   | 76  | 1,447    |
| 7.º  | Nueva Chicago       | -     | 55    | 54    | 109   | 76  | 1,434    |
| 8.º  | Chacarita Juniors   | -     | 45    | 60    | 105   | 76  | 1,382    |
| 9.º  | San Martín (SJ)     | 50    | 52    | 55    | 157   | 114 | 1,377    |
| 10.º | Talleres (Cba)      | -     | 49    | 55    | 104   | 76  | 1,368    |
| 11.º | CAI                 | 47    | 61    | 44    | 152   | 114 | 1,333    |
| 12.º | Huracán (TA)        | 62    | -     | 39    | 107   | 76  | 1,329    |
| 13.º | Ben Hur             | -     | -     | 50    | 50    | 38  | 1,316    |
| 14.º | Ferro Carril Oeste  | 54    | 52    | 43    | 149   | 114 | 1,307    |
| 15.º | Aldosivi            | -     | -     | 48    | 48    | 38  | 1,263    |
| 16.º | Unión               | 47    | 51    | 46    | 144   | 114 | 1,263    |
| 17.º | San Martín (M)      | 42    | 55    | 43    | 140   | 114 | 1,228    |
| 18.º | Defensa y Justicia  | 48    | 40    | 51    | 139   | 114 | 1,219    |
| 19.º | El Porvenir         | 52    | 46    | 40    | 138   | 114 | 1,211    |
| 20.º | Juventud Antoniana  | 42    | 45    | 47    | 134   | 114 | 1,175    |

|  | Jugaron la Promoción por la permanencia.                                           |
|  | Descendieron a la Primera B Metropolitana y al Torneo Argentino A respectivamente. |

## Final
|  |

| Final                                                         | Final     | Final         | Final               | Final      |
| Local                                                         | Resultado | Visitante     | Estadio             | Fecha      |
| ------------------------------------------------------------- | --------- | ------------- | ------------------- | ---------- |
| Nueva Chicago                                                 | 1 - 1     | Godoy Cruz    | Nueva Chicago       | 16 de mayo |
| Godoy Cruz                                                    | 3 - 1     | Nueva Chicago | Malvinas Argentinas | 20 de mayo |
| Godoy Cruz ascendió a Primera División con un global de 4 - 2 |           |               |                     |            |

## Final por el segundo ascenso
La final por el segundo ascenso a la Primera División se disputó entre Nueva Chicago, perdedor de la final por el primer ascenso, y Belgrano (Cba.), el equipo mejor ubicado en la temporada en la sumatoria de los dos torneos.
|  |

| Final por el segundo ascenso                                     | Final por el segundo ascenso | Final por el segundo ascenso | Final por el segundo ascenso  | Final por el segundo ascenso |
| Local                                                            | Resultado                    | Visitante                    | Estadio                       | Fecha                        |
| ---------------------------------------------------------------- | ---------------------------- | ---------------------------- | ----------------------------- | ---------------------------- |
| Nueva Chicago                                                    | 3 - 1                        | Belgrano                     | Arquitecto Ricardo Etcheverri | 23 de mayo                   |
| Belgrano                                                         | 3 - 3 (t.s.)                 | Nueva Chicago                | Olímpico de Córdoba           | 27 de mayo                   |
| Nueva Chicago ascendió a Primera División con un global de 6 - 4 |                              |                              |                               |                              |

## Torneo Reducido
|  | Semifinales       | Semifinales | Semifinales       |   |         | Final | Final | Final |  |
|  |                   |             |                   |   |         |       |       |       |  |
|  |                   |             |                   |   |         |       |       |       |  |
|  | San Martín (SJ)   | 3           | 0                 |   |         |       |       |       |  |
|  | San Martín (SJ)   | 3           | 0                 |   |         |       |       |       |  |
|  | Huracán           | 2           | 3                 |   |         |       |       |       |  |
|  | Huracán           | 2           | 3                 |   | Huracán | 3     | 0     |       |  |
|  |                   |             |                   |   | Huracán | 3     | 0     |       |  |
|  |                   |             | Chacarita Juniors | 0 | 2       |       |       |       |  |
|  | Talleres (Cba)    | 0           | Chacarita Juniors | 0 | 2       | 0     |       |       |  |
|  | Talleres (Cba)    | 0           |                   |   |         | 0     |       |       |  |
|  | Chacarita Juniors | 2           | 0                 |   |         |       |       |       |  |
|  | Chacarita Juniors | 2           | 0                 |   |         |       |       |       |  |
|  |                   |             |                   |   |         |       |       |       |  |

### Semifinales
|  |

| Semifinal                                                                        | Semifinal | Semifinal       | Semifinal                 | Semifinal  |
| Local                                                                            | Resultado | Visitante       | Estadio                   | Fecha      |
| -------------------------------------------------------------------------------- | --------- | --------------- | ------------------------- | ---------- |
| San Martín (SJ)                                                                  | 3 - 2     | Huracán         | Ingeniero Hilario Sánchez | 16 de mayo |
| Huracán                                                                          | 3 - 0     | San Martín (SJ) | Tomás Adolfo Ducó         | 20 de mayo |
| Huracán clasificó a la final por un lugar en la promoción con un global de 5 - 3 |           |                 |                           |            |

|  |

| Semifinal                                                                                  | Semifinal | Semifinal         | Semifinal           | Semifinal  |
| Local                                                                                      | Resultado | Visitante         | Estadio             | Fecha      |
| ------------------------------------------------------------------------------------------ | --------- | ----------------- | ------------------- | ---------- |
| Talleres (Cba)                                                                             | 0 - 2     | Chacarita Juniors | Olímpico de Córdoba | 16 de mayo |
| Chacarita Juniors                                                                          | 0 - 0     | Talleres (Cba)    | Tres de Febrero     | 20 de mayo |
| Chacarita Juniors clasificó a la final por un lugar en la promoción con un global de 2 - 0 |           |                   |                     |            |

### Final
|  |

| Final                                                                 | Final     | Final             | Final             | Final      |
| Local                                                                 | Resultado | Visitante         | Estadio           | Fecha      |
| --------------------------------------------------------------------- | --------- | ----------------- | ----------------- | ---------- |
| Huracán                                                               | 3 - 0     | Chacarita Juniors | Tomás Adolfo Ducó | 23 de mayo |
| Chacarita Juniors                                                     | 2 - 0     | Huracán           | Tres de Febrero   | 27 de mayo |
| Huracán clasificó a la promoción para ascender con un global de 3 - 2 |           |                   |                   |            |

## Promoción con Primera División
La disputaron entre los que ocuparon el decimoséptimo (Argentinos Juniors) y decimoctavo Olimpo del promedio del descenso de Primera División frente a Huracán, ganador del reducido por la segunda promoción y Belgrano (Cba.), perdedor de la final por el segundo ascenso.
|  |

| Promoción 1                                                                                    | Promoción 1 | Promoción 1        | Promoción 1            | Promoción 1 |
| Local                                                                                          | Resultado   | Visitante          | Estadio                | Fecha       |
| ---------------------------------------------------------------------------------------------- | ----------- | ------------------ | ---------------------- | ----------- |
| Huracán                                                                                        | 1 - 1       | Argentinos Juniors | Tomás Adolfo Ducó      | 31 de mayo  |
| Argentinos Juniors                                                                             | 2 - 2       | Huracán            | Diego Armando Maradona | 4 de junio  |
| Argentinos Juniors conservó la categoría gracias a la ventaja deportiva con un global de 3 - 3 |             |                    |                        |             |

|  |

| Promoción 2                                                 | Promoción 2 | Promoción 2 | Promoción 2                | Promoción 2 |
| Local                                                       | Resultado   | Visitante   | Estadio                    | Fecha       |
| ----------------------------------------------------------- | ----------- | ----------- | -------------------------- | ----------- |
| Belgrano                                                    | 2 - 1       | Olimpo      | Olímpico de Córdoba        | 31 de mayo  |
| Olimpo                                                      | 1 - 2       | Belgrano    | Roberto Natalio Carminatti | 4 de junio  |
| Belgrano ascendió a Primera División con un global de 4 - 2 |             |             |                            |             |

## Descensos
Descendieron los 2 equipos con peor promedio, uno por cada zona de origen. El peor promedio de los directamente afiliados (zona metropolitana) correspondió a El Porvenir, mientras que el peor de los indirectamente afiliados (zona interior) correspondió a Juventud Antoniana.

## Promoción con Primera B y Torneo Argentino A
Defensa y Justicia, por la zona metropolitana y San Martín (Mza), por la zona interior debieron revalidar su plaza frente a Deportivo Morón y San Martín (T), respectivamente. 
|  |

| Promoción 1                                                                                    | Promoción 1 | Promoción 1        | Promoción 1         | Promoción 1 |
| Local                                                                                          | Resultado   | Visitante          | Estadio             | Fecha       |
| ---------------------------------------------------------------------------------------------- | ----------- | ------------------ | ------------------- | ----------- |
| Deportivo Morón                                                                                | 1 - 1       | Defensa y Justicia | Francisco Urbano    | 31 de mayo  |
| Defensa y Justicia                                                                             | 3 - 3       | Deportivo Morón    | Norberto Tomaghello | 3 de junio  |
| Defensa y Justicia conservó la categoría gracias a la ventaja deportiva con un global de 4 - 4 |             |                    |                     |             |

|  |

| Promoción 2                                                            | Promoción 2 | Promoción 2      | Promoción 2        | Promoción 2 |
| Local                                                                  | Resultado   | Visitante        | Estadio            | Fecha       |
| ---------------------------------------------------------------------- | ----------- | ---------------- | ------------------ | ----------- |
| San Martín (T)                                                         | 1 - 0       | San Martín (Mza) | La Ciudadela       | 31 de mayo  |
| San Martín (Mza)                                                       | 0 - 0       | San Martín (T)   | General San Martín | 4 de junio  |
| San Martín (T) ascendió a la Primera B Nacional con un global de 1 - 0 |             |                  |                    |             |